# Kim Peek
Kim Peek a fost un american care a suferit de sindromul savantului și considerat a avea cea mai bună capacitate de memorare.. El a reprezentat sursa de inspirație pentru filmul Rain Man, cu Dustin Hoffman în rol principal.